# Cerca nel cuore
Cerca nel cuore è un brano musicale cantato da Luciano Ligabue, estratto come secondo singolo dall'album A che ora è la fine del mondo? del 1994.

## Il brano
Scritto con la collaborazione di Gianfranco Fornaciari per la musica (è la prima volta nella carriera del cantautore), è una ballata con accompagnamento di pianoforte e chitarra acustica. Fornaciari, oltre a 'pizzicare' le corde del pianoforte, esegue anche la contro voce nel ritornello.

## Il video musicale
Nel videoclip diretto da Alex Infascelli compare l'attore Luciano Gubinelli.
- Videoclip ufficiale, su YouTube. URL consultato il 4 gennaio 2015.

Il video è stato inserito nei DVD Primo tempo del 2007 e Videoclip Collection del 2012, quest'ultimo distribuito solo nelle edicole.

## Tracce
1. A che ora è la fine del mondo? – 3:26 (testo: Luciano Ligabue – musica: Luciano Ligabue, Gianfranco Fornaciari)

## Formazione
- Luciano Ligabue - voce, chitarra

### Clan Destino
- Max Cottafavi - chitarra
- Luciano Ghezzi - basso elettrico
- Gigi Cavalli Cocchi - batteria
- Gianfranco Fornaciari - pianoforte, seconda voce